# Sarah Glover

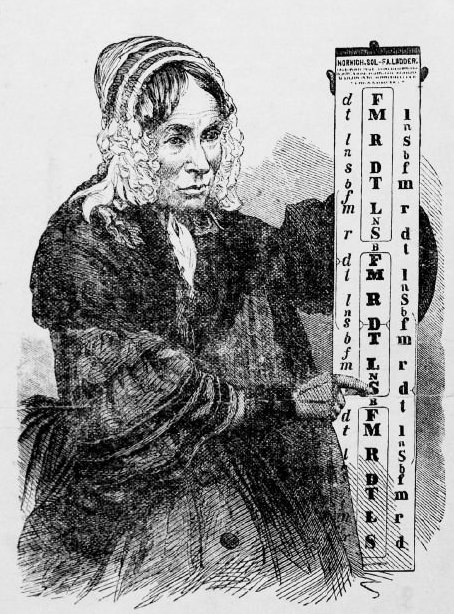
Sarah Glover

Sarah Ann Glover (* 13. November 1785 in Norwich; † 20. Oktober 1867 in Malvern), Pfarrerstochter und Direktorin einer Sonntagsschule, machte sich als Musikerzieherin einen Namen.
Sie publizierte und praktizierte in ihrem Heimatort Norwich und einigen englischen Grafschaften ab ca. 1830 das Norwich sol-fa, eine einfache Methode der Musikerziehung. Ihr System beruhte auf einer vereinfachten Notation von Tonsilben und Rhythmen. Dieses System löste durch John Curwen, Gründer der Tonic Sol-Fa Association, eine der erfolgreichsten Singbewegungen in Großbritannien aus. Curwen beruft sich ausdrücklich auf Sarah Glover. Seine Leistung liegt vor allem auf dem Gebiet der Didaktik und der Organisation. Die Solmisation als Grundlage der Musikerziehung führte auf Grund seiner mitreißenden Persönlichkeit den englischen Musikunterricht und Chorgesang zu einer ungeahnten Blüte.